# Konivaara
Konivaara är en kulle i Finland. Den ligger i Hyrynsalmi i landskapet Kajanaland, i den centrala delen av landet, 500 km norr om huvudstaden Helsingfors. Toppen på Konivaara är 221 meter över havet.
Terrängen runt Konivaara är huvudsakligen platt. Runt Konivaara är det mycket glesbefolkat, med 2 invånare per kvadratkilometer. Närmaste större samhälle är Hyrynsalmi, 2,9 km söder om Konivaara. 